# موظف صرافة بنكي
صراف البنك (غالبًا ما يتم اختصاره إلى: الصراف)، هو موظف في أحد البنوك تشمل مسؤولياته التعامل مع أموال العميل والأدوات القابلة للتداول. يُعرف هذا الموظف في بعض الأماكن باسم أمين الصندوق أو ممثل العملاء. يتعامل الصرافون أيضًا مع خدمات العملاء الروتينية في فرع معين من فروع البنك.

## المهام والمسؤوليات
صرافو البنوك هم أكثر قدرة على اكتشاف وإيقاف المعاملات الاحتيالية (تداول العملة والشيكات المزيفة، وسرقة الهوية، وحيلة الائتمان وغيرها) كونهم موظفون في الخطوط الأمامية وأول من يواجه العميل، مما يساعد البنوك على تجنب الخسائر. يجب أن يكون الصرافون ودودين وأن يتفاعلوا مع الجمهور من أجل توعيتهم بالخدمات التي يقدمها البنك وبحساباتهم. مكان العمل المعتاد للصرافين هو المكاتب الواقعة داخل مؤسسة الصرافة والمرتبطة بخط الصراف. غالبية البنوك أو محلات الصرافة مجهزة بنظام صرافة مكون من أدراج نقدية، وأجهزة التحقق من الإيصالات والطابعات والهوية، والأوراق اللازمة لإنجاز المعاملات المصرفية وكاميرات المراقبة وآلات عد النقود وغيرها.

## تاريخ

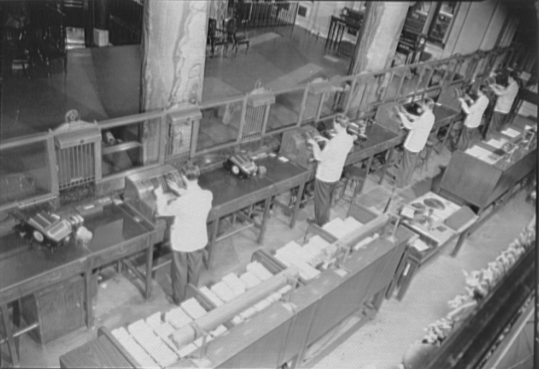
صرافون يعملون على آلات في بنك بووري للادخار في نيويورك عام 1941.

في عام 2006، كان هناك حوالي 608,000 صراف يعملون في الولايات المتحدة. واحد من كل أربعة من هؤلاء الأشخاص يعمل بدوام جزئي. في مايو 2006 بلغ متوسط الراتب السنوي 22.140 دولارًا.
زاد عدد الصرافين في الولايات المتحدة من أكثر من 300000 في عام 1970 إلى ما يقرب من 600000 في عام 2010. قد يكون تطوير ماكينات الصرف الآلي (خلافًا للاعتقاد السائد) عنصرًا مهمًا. تسمح أجهزة الصراف الآلي للفرع بالعمل مع عدد أقل من الصرافين، مما يسمح للبنوك بفتح المزيد من الفروع بتكلفة أقل، وهو ما أدى بالتأكيد إلى توظيف المزيد من الصرافين للقيام بمهام غير آلية على الرغم من أن زيادة الأتمتة والخدمات المصرفية عبر الإنترنت قد تعكس هذا الاتجاه. أدى ظهور الخدمات المصرفية عبر الإنترنت إلى تقليل عدد صرافي البنوك.